# Liliac mare cu potcoavă

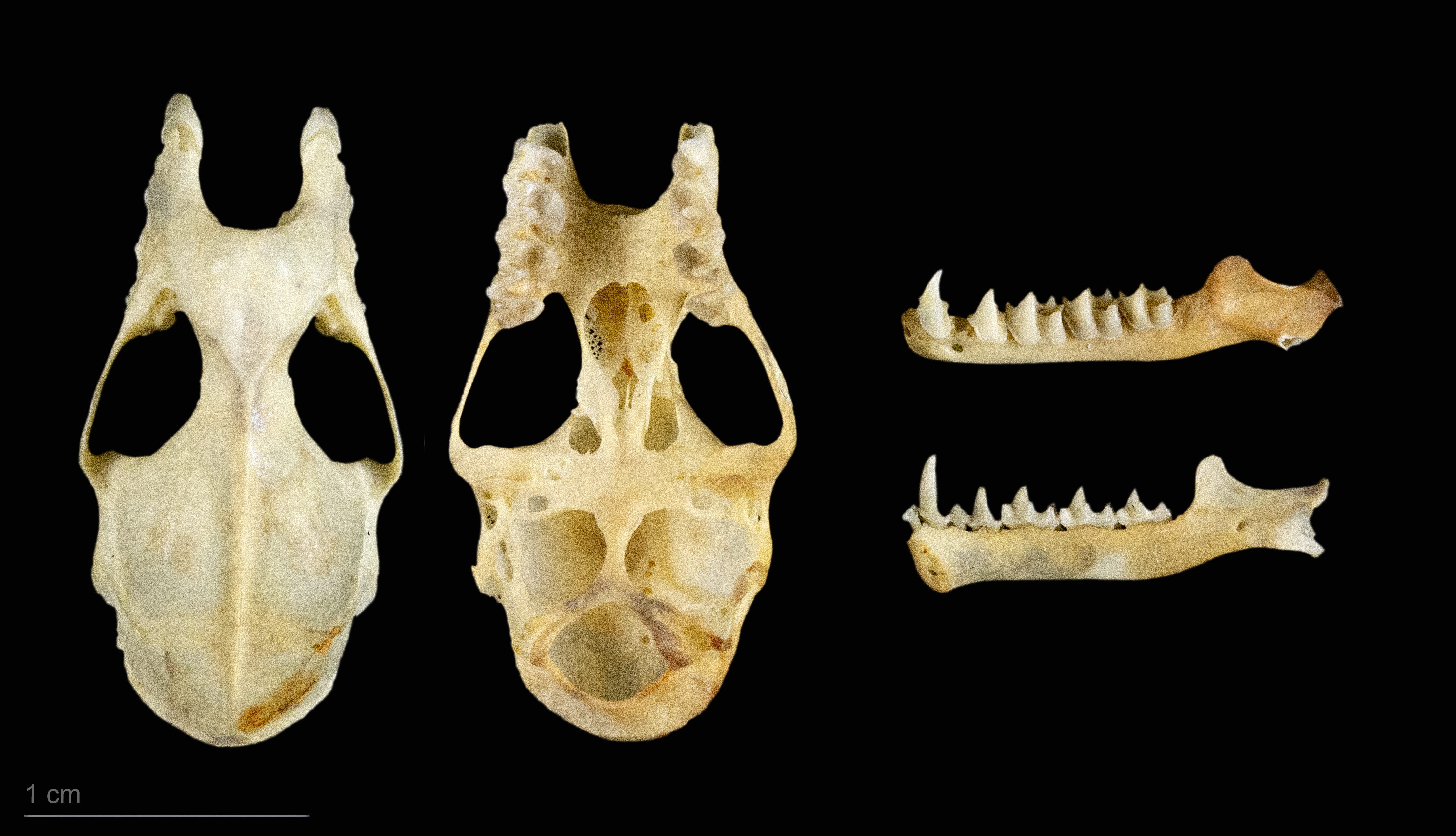
Cráneo de Rhinolophus ferrumequinum - MHNT

Liliacul mare cu potcoavă (Rhinolophus ferrumequinum) este o specie de lilieci din familia rinolofide (Rhinolophidae) cu un areal care se întinde din sudul Angliei spre est până în China și Japonia (inclusiv în România și Republica Moldova), iar în sud până în nordul Africii. Este cea mai mare specie din genul Rhinolophus din România. Lungimea cap + trunchi este între 56-71 mm, coada are 37-43 mm, greutatea corpului este cuprinsă între 17 și 25 g. În jurul nărilor și în spațiul dintre ochi sunt prezente niște foițe nazale cu dispoziție și forme caracteristice și care poartă numele de potcoavă. În România a fost identificată subspecia Rhinolophus ferrumequinum ferrumequinum. A fost menționat în peste 40 de peșteri din vestul, sud-vestul și estul României, și era considerată o specie comună în trecut. Pe parcursul ultimilor 20 de ani a fost menționată doar în Oltenia și într-o singură localitate din Transilvania, sugerând o scădere puternică a populației acestei specii în România. Acum nu este protejat, dar trebuie să fie inclus în lista vulnerabilă a speciilor protejate de România.